# Урал (Оренбургская область)
Урал — посёлок в Кувандыкском городском округе Оренбургской области.

## История
В 1966 г. Указом Президиума ВС РСФСР поселок центральной усадьбы совхоза «Кувандыкский» переименован в Урал.

## Население
| 2010 |
| ---- |
| 686  |

## Религия
Христианство 
Ислам